# Eliminatórias da Copa do Mundo FIFA de 2018 - Oceania (terceira fase)
Este página apresenta os resultados da terceira fase das eliminatórias da Oceania, para a Copa do Mundo FIFA de 2018. Foi disputada entre 7 de novembro de 2016 até 5 de setembro de 2017.

## Formato
Um total de seis seleções que avançaram da Copa das Nações da OFC de 2016 (segunda fase) foram sorteadas entre dois grupos com três seleções cada. Os vencedor de cada grupo avança a final, e o vencedor desta final avançou para a disputa da repescagem.

## Seleções classificadas
| Grupo | Vencedores       | Segundo lugares | Terceiro colocados |
| ----- | ---------------- | --------------- | ------------------ |
| A     | Papua-Nova Guiné | Nova Caledônia  | Taiti              |
| B     | Nova Zelândia    | Ilhas Salomão   | Fiji               |

## Sorteio
O sorteio para esta fase foi realizado em 8 de julho de 2016 na sede da OFC em Auckland, Nova Zelândia.
O chaveamento foi baseado nos resultados da Copa das Nações da OFC de 2016.
- O campeão da Copa das Nações (Nova Zelândia) e o vice-campeão (Papua-Nova Guiné) foram colocados na chave A1 e A2 respectivamente.
- O pote 1 contém os perdedores da semifinal da Copa das Nações (Nova Caledônia e Ilhas Salomão).
- O pote 2 contém os terceiros colocados na fase de grupos da Copa das Nações (Fiji e Taiti).

| Cabeças de chave                                                     | Pote 1                           | Pote 2         |
| -------------------------------------------------------------------- | -------------------------------- | -------------- |
| - Nova Zelândia (atribuído a A1) - Papua-Nova Guiné (atribuído a B1) | - Nova Caledônia - Ilhas Salomão | - Fiji - Taiti |

## Fase de grupos

### Grupo A
| Pos | Equipe         | Pts | J | V | E | D | GP | GC | SG | Classificado            |     | NZL | NCL | FIJ |
| --- | -------------- | --- | - | - | - | - | -- | -- | -- | ----------------------- | --- | --- | --- | --- |
| 1   | Nova Zelândia  | 10  | 4 | 3 | 1 | 0 | 6  | 0  | +6 | Avança para Quarta fase |     | —   | 2–0 | 2–0 |
| 2   | Nova Caledônia | 5   | 4 | 1 | 2 | 1 | 4  | 5  | −1 |                         |     | 0–0 | —   | 2–1 |
| 3   | Fiji           | 1   | 4 | 0 | 1 | 3 | 3  | 8  | −5 |                         | 0–2 | 2–2 | —   |     |

| 12 de novembro de 2016 | Nova Zelândia  | 2 – 0     | Nova Caledônia | North Harbour Stadium, Auckland            |
| 15:00 (UTC+13)         | Rojas 42', 72' | Relatório |                | Público: 8 131 Árbitro: TAH Norbert Hauata |

| Nova Zelândia | N. Caledônia |

| 15 de novembro de 2016 | Nova Caledônia | 0 – 0     | Nova Zelândia | Stade Yoshida, Koné                     |
| 17:00 (UTC+11)         |                | Relatório |               | Público: 2 000 Árbitro: SOL George Time |

| N. Caledônia | Nova Zelândia |

| 25 de março de 2017 | Fiji | 0 – 2     | Nova Zelândia              | Estádio Churchill Park, Lautoka            |
| 13:00 (UTC+12)      |      | Relatório | Wood 48' (pen) · Rojas 55' | Público: 7 000 Árbitro: TAH Norbert Hauata |

| Fiji | Nova Zelândia |

| 28 de março de 2017 | Nova Zelândia   | 2 – 0     | Fiji | Westpac Stadium, Wellington                |
| 19:35 (UTC+13)      | Thomas 27', 68' | Relatório |      | Público: 10 133 Árbitro: TAH Kader Zitouni |

| Nova Zelândia | Fiji |

| 7 de junho de 2017 | Fiji                     | 2 – 2     | Nova Caledônia  | Estádio Churchill Park, Lautoka           |
| 16:00 (UTC+12)     | Waqa 45+2' · Krishna 54' | Relatório | Wamowe 13', 24' | Público: 1 500 Árbitro: TAH Kader Zitouni |

| Fiji | N. Caledônia |

| 11 de junho de 2017 | Nova Caledônia             | 2 – 1     | Fiji        | Stade Numa-Daly Magenta, Nouméa            |
| 17:00 (UTC+11)      | Ounei 44' (pen) · Sele 73' | Relatório | Saukuru 66' | Público: 1 050 Árbitro: TAH Norbert Hauata |

| N. Caledônia | Fiji |

### Grupo B
| Pos | Equipe           | Pts | J | V | E | D | GP | GC | SG | Classificado            |     | SOL | TAH | PNG |
| --- | ---------------- | --- | - | - | - | - | -- | -- | -- | ----------------------- | --- | --- | --- | --- |
| 1   | Ilhas Salomão    | 9   | 4 | 3 | 0 | 1 | 6  | 6  | 0  | Avança para Quarta fase |     | —   | 1–0 | 3–2 |
| 2   | Taiti            | 6   | 4 | 2 | 0 | 2 | 7  | 4  | +3 |                         |     | 3–0 | —   | 1–2 |
| 3   | Papua-Nova Guiné | 3   | 4 | 1 | 0 | 3 | 6  | 9  | −3 |                         | 1–2 | 1–3 | —   |     |

1. ↑  A FIFA concedeu ao Taiti uma vitória por 3–0 como resultado das Ilhas Salomão colocarem o jogador inelegível Henry Fa'arodo, depois que o Taiti derrotou as Ilhas Salomão por 1–0. Fa'arodo falhou em cumprir uma suspensão de um jogo depois de receber dois cartões amarelos na Copa das Nações da OFC de 2016. [3]

| 7 de novembro de 2016 | Taiti    | 3 – 0[A]  | Ilhas Salomão | Stade Pater, Pirae                         |
| 19:00 (UTC−10)        | Keck 53' | Relatório |               | Público: 2 200 Árbitro: NCL Médéric Lacour |

| Taiti | Ilhas Salomão |

| 13 de novembro de 2016 | Ilhas Salomão | 1 – 0     | Taiti | Estádio Lawson Tama, Honiara               |
| 15:00 (UTC+11)         | Poila 90+3'   | Relatório |       | Público: 5 000 Árbitro: NZL Matthew Conger |

| Ilhas Salomão | Taiti |

| 23 de março de 2017 | Papua-Nova Guiné | 1 – 3     | Taiti                             | Estádio Sir John Guise, Porto Moresby    |
| 16:00 (UTC+10)      | Dabingyaba 45+1' | Relatório | Graglia 59', 85' · T. Tehau 90+4' | Público: 4 209 Árbitro: FIJ Salesh Chand |

| PNG | Taiti |

| 28 de março de 2017 | Taiti      | 1 – 2     | Papua-Nova Guiné       | Stade Pater, Pirae                         |
| 19:00 (UTC−10)      | Keck 90+3' | Relatório | Aisa 62' · Gunemba 74' | Público: 5 000 Árbitro: NZL Matthew Conger |

| Taiti | PNG |

| 9 de junho de 2017 | Ilhas Salomão                         | 3 – 2     | Papua-Nova Guiné      | Estádio Lawson Tama, Honiara                |
| 15:00 (UTC+11)     | Kaua 12' · Totori 35' · Lea'alafa 74' | Relatório | Foster 48' · Aisa 60' | Público: 14 700 Árbitro: AUS Jarred Gillett |

| Ilhas Salomão | PNG |

| 13 de junho de 2017 | Papua-Nova Guiné | 1 – 2     | Ilhas Salomão                    | PNG Football Stadium, Porto Moresby     |
| 15:00 (UTC+10)      | Gunemba 18'      | Relatório | Fa'arodo 33' (pen) · Donga 45+2' | Público: 2 035 Árbitro: JPN Jumpei Iida |

| PNG | Ilhas Salomão |

## Final
O sorteio para esta fase (que decidiu a ordem das partidas) foi realizado em 15 de junho de 2017 na sede da OFC em Auckland na Nova Zelândia.
O vencedor desta fase avançou a repescagem. As partidas foram disputadas nos dias 1 e 5 de setembro de 2017.
| Equipe 1      | Total | Equipe 2      | 1.º jogo | 2.º jogo |
| ------------- | ----- | ------------- | -------- | -------- |
| Nova Zelândia | 8–3   | Ilhas Salomão | 6–1      | 2–2      |

### Partida de ida
| 1 de setembro de 2017 | Nova Zelândia                                                        | 6 – 1     | Ilhas Salomão      | North Harbour Stadium, Auckland |
| 19:35 (UTC+12)        | Wood 18', 36', 90+3' · Barbarouses 39' · Thomas 56' · McGlinchey 81' | Relatório | Fa'arodo 53' (pen) | Árbitro: TAH Norbert Hauata     |

| Nova Zelândia | Ilhas Salomão |

### Partida de volta
| 5 de setembro de 2017 | Ilhas Salomão                              | 2 – 2     | Nova Zelândia                  | Estádio Lawson Tama, Honiara       |
| 14:00 (UTC+11)        | Lea'alafa 28' (pen.) · Fa'arodo 78' (pen.) | Relatório | Bevan 14' · Aengari 21' (g.c.) | Árbitro: QAT Abdulrahman Al-Jassim |

| Ilhas Salomão | Nova Zelândia |